# Кучергич
Кучергич (баш. Күсергес) — деревня в Дюртюлинском районе Республики Башкортостан Российской Федерации. Входит в состав Исмаиловского сельсовета. 

## География

### Географическое положение
Находится на берегу реки Белой.
Расстояние до:
- районного центра (Дюртюли): 20 км,
- центра сельсовета (Исмаилово): 2 км,
- ближайшей ж/д станции (Буздяк): 146 км.

## Население
| 2002 | 2009 | 2010 |
| ---- | ---- | ---- |
| 66   | ↘57  | ↗67  |

Согласно переписи 2002 года, преобладающая национальность — башкиры (73 %).